# Věstník nařízení říšského protektora v Čechách a na Moravě
Věstník nařízení říšského protektora v Čechách a na Moravě (německy Verordnungsblatt des Reichsprotektor in Böhmen und Mähren) je označení promulgačního listu, ve kterém se vyhlašovaly právní předpisy vydané Říšským protektorem pro území Protektorátu Čechy a Morava a právní předpisy Říše, pokud byly platné i na území Protektorátu. 
Jeho původní oficiální název v češtině zněl „Věstník nařízení Reichsprotektora in Böhmen und Mähren“. Od 12. čísla z roku 1941 měly již zcela český název. Původně vycházely dvoujazyčně (ve sloupci vlevo text v němčině, ve sloupci vpravo text v češtině), od roku 1942 už jen v němčině, přičemž pak už se na nich neobjevoval český název. Pokud se týče použitého písma, byly německé texty tištěny až do čísla 16 z roku 1941 kurentem, poté se přešlo na latinku. Zajímavě se postupovalo u německé části českého názvu – německá slova byla tištěna kurentem, ale skloňovaná koncovka „a“ ve slově „Reichsprotektora“ byla tištěna latinkou. 
V srpnu 1943 byl věstník přejmenován na Věstník nařízení Německého státního ministra pro Čechy a Moravu“ (Verordnungsblatt des Deutschen Staatsministers für Böhmen und Mähren). Vydání bylo ukončeno v ročníku 1945.